# ニコンサロン
ニコンサロンは、株式会社ニコンが運営する写真のギャラリーである。

## 概略
1968年1月13日、ニコンの創立50周年を記念し、銀座三丁目の松嶋眼鏡店3階に開設された。尚、第1回写真展は「木村伊兵衛の眼」だった。
その後、1971年6月に新宿、1974年3月には大阪に、それぞれサロンが開設されている。
2006年10月7日、それまで銀座五丁目にあった銀座ニコンサロンが銀座七丁目に移転した。移転に伴い、新たにセミナールームを兼ねたショールームが併設され、それまで浅草にあったプロサービスセンターが統合された。
2017年7月、「銀座ニコンサロン」「大阪ニコンサロン」の2会場となる。
2020年10月、「銀座ニコンサロン」「大阪ニコンサロン」を閉館し、「ニコンプラザ東京」（東京都新宿区）内に「ニコンサロン」として集約。

### 賞
毎年10月から翌年9月までの1年間に開催された全ての作品展の中から最も優れたものには伊奈信男賞が与えられる。
1998年にはニコンサロン開館30周年を記念して、35歳までの若い写真家の発表の場として、新宿ニコンサロンでJuna 21（ユーナ21）という公募展を行うことにした。翌99年より、このJuna 21での展示の中で最優秀のものに三木淳賞が与えられるようになった。
2019年から三木淳賞は年齢制限を撤廃し、対象年度においてニコンサロンで開催された、これから活躍が期待される新進作家の最も優秀な写真展に贈呈されるようになる。制作支援金として、総額300万円が授与される。

## 主な写真展
- 1976年 荒木経惟「わが愛・陽子」
- 1977年 石内都 「絶唱-横須賀ストーリー」
- 1977年 須田一政 風姿花伝
- 1978年 深瀬昌久「洋子」
- 1996年砂守勝巳「漂う島　とまる水」

## 運営委員・選考委員
| 委員名           | ニコンサロン運営委員任期 | ニコンサロン選考委員任期  |
| ---------------- | ------------------------ | ------------------------- |
| 木村伊兵衛       | 1968年 - 1974年          |                           |
| 土門拳           | 1968年 - 1990年          |                           |
| 伊奈信男         | 1968年 - 1978年          |                           |
| 三木淳           | 1968年 - 1992年          |                           |
| 西山清           | 1968年 - 1983年          |                           |
| 稲村隆正         | 1968年 - 1989年          |                           |
| 佐藤明           | 1968年 - 2002年          |                           |
| 奈良原一高       | 1968年 - 1986年          |                           |
| 細江英公         | 1968年 - 1986年          |                           |
| 横須賀功光       | 1974年 - 1985年          |                           |
| 森永純           | 1974年 - 1996年          |                           |
| 三堀家義         | 1976年 - 1990年          |                           |
| 山村雅昭         | 1979年 - 1987年          |                           |
| 渡辺義雄         | 1982年 - 1996年          |                           |
| 江成常夫         | 1988年 - 2007年3月       |                           |
| 土田ヒロミ       | 1992年 - 2007年3月       | 2007年4月 - 2017年3月     |
| 宮崎学           | 1996年4月 - 2000年3月    |                           |
| 坂田栄一郎       | 1998年4月 - 2000年3月    |                           |
| 大西みつぐ       | 2000年4月 - 2007年3月    |                           |
| ハナブサ・リュウ | 2001年4月 - 2007年3月    |                           |
| 菅洋志           | 2001年6月 - 2007年3月    |                           |
| 伊藤俊治         | 2003年4月 - 2007年3月    | 2007年4月 - 2017年3月     |
| 大島洋           | 2004年4月 - 2007年3月    | 2007年4月 - 2017年3月     |
| 畠山直哉         |                          | 2007年4月 - 2011年3月     |
| 竹内万里子       |                          | 2007年4月 - 2012年6月     |
| 北島敬三         |                          | 2011年4月 - 2020年3月31日 |
| 長島有里枝       |                          | 2013年4月 - 2020年3月31日 |
| 飯沢耕太郎       |                          | 2017年3月 - 2023年3月31日 |
| 今森光彦         |                          | 2017年3月 - 2023年3月31日 |
| 佐藤時啓         |                          | 2017年3月 - 2023年3月31日 |
| 小髙美穂         |                          | 2020年4月1日 -            |
| 港千尋           |                          | 2020年4月1日 -            |
| 高砂淳二         |                          | 2023年4月1日 -            |
| 畠山直哉         |                          | 2023年4月1日 -            |
| 藤岡亜弥         |                          | 2023年4月1日 -            |
| ゲスト運営委員   |                          |                           |
| 平木収           |                          | 1995年 - 1996年           |
| 柳本尚規         |                          | 1996年 - 1999年10月       |
| 港千尋           |                          | 1999年10月 - 2001年10月   |
| 笠原美智子       |                          | 2000年4月 - 2003年3月     |